# Doris Pawn
Doris Pawn, est une actrice américaine du cinéma muet, née le 29 décembre 1894 à Norfolk, dans l'État du Nebraska, et morte le 30 mars 1988 à La Jolla, en Californie. Elle commence sa carrière à vingt ans et tournera dans soixante-six films entre 1914 et 1923. 

## Biographie
D'origine allemande, Doris Alice Pahn est née à Norfolk (Nebraska) en 1894. Elle anglicise son nom en Pawn et fait carrière au cinéma muet. Sa carrière s'arrête avant l'avènement du cinéma parlant.
Son premier mari est le réalisateur Rex Ingram avec lequel elle fut mariée de 1917 à 1920. 

## Filmographie partielle
- 1915 : The Third Partner de Lynn Reynolds : Myra Miles
- 1915 : Honor Thy Husband de Lynn Reynolds
- 1915 : The Mirror of Justice de Lynn Reynolds
- 1915 : His Good Name de Lynn Reynolds
- 1916 : Blue Blood and Red de Raoul Walsh
- 1918 : The Kid Is Clever de Paul Powell : Violet Ray
- 1920 : Satan (The Penalty) de Wallace Worsley : Barbary Nell
- 1920 : What Happened to Rosa de Victor Schertzinger : Gwen
- 1920 : Jusqu'à la mort (Li Ting Lang) de Charles Swickard: Marion Halstead
- 1921 : La Tare (Shame) de Emmett J. Flynn : Winifred Wellington
- 1921 : Cheated Hearts de Hobart Henley
- 1921 : La Cloche de minuit (A Midnight Bell) de Charles Ray : Annie Grey
- 1921 : Millionnaire malgré lui (en) (The Millionaire) de Jack Conway : Marion Culbreth
- 1922 : Bing Bang Boom de Fred J. Butler : Ruth Warren
- 1922 : One Clear Call de John M. Stahl